# Вила Палавичино
Вила Палавичино (на италиански: Villa Pallavicino) е историческа резиденция в стил Втора империя в село Салерано Канавезе, Пиемонт, Северна Италия.

## История
Вилата е построена в стил Втора империя, който се развива във Франция в периода между 1852 и 1870 г. Характеризира се с използването на различни стилове, вариращи от Ренесанс до Неокласицизъм. Тя е построена като елегантна лятна резиденция от маркиз Джузепе Карло Палавичино Моси (1866 – 1945) в началото на 20 век.
Животът във вилата продължава със спокойно темпо до септември 1943 г.: веднага след обявяването на примирието германците бързо поемат контрола над Италия. Разоръжаването на военните остава без директиви от краля и върховното командване. В голяма част от Пиемонт операциите по разоръжаването се извършват от 1-ва бронирана дивизия на CC „Лайбщандарт А. Хитлер”, един от чийто отдели се настанява във вилата. Големите пространства и доминиращата позиция на сградата я правят идеалният избор за контрол на района около град Ивреа. След няколко седмици обаче германската дивизия се връща на източния фронт, изоставайки Вила Палавичино.
В началото на 1945 г. тя е окупирана от командването на алпийската дивизия Монтероза. С прогресивното влошаване на военното положение голяма част от частта е изпратена да защитава границите на Западните Алпи и отново Вила Палавичино се оказва най-доброто място за настаняване на военно командване. По това време за италианските и немските войници е важно да изберат сгради, които да гарантират, освен необходимите пространства, възможност за лесно контролиране на околността, и да не позволяват на партизаните да се приближат незабелязано. В края на април 1945 г. италианските и германските военни части от Северозапада се събират в свободната зона между Ивреа и Скарманьо, за да се предадат на американците. Вилата е освободена от военно присъствие, този път окончателно.
През следващите десетилетия сградата е обитавана от потомците на знатното семейство Палавичино Моси до 1995 г., когато умира последната му представителка – културната графиня Бианка, приятелка на савойските принцеси. Вилата става необитаема и е пусната на пазара, срещайки известен интерес. Тя сменя редица собственици и е подложена на дълги и все още незавършени реставрации.
Днес сградата е в запуснато състояние, лишена е от мебели и е с явни щети от времето и от започната и незавършена работа. Общият ѝ вид е зловещ, също и поради парка, който се простира около нея и който прави мястото много изолирано. 

### Истории за призраци
Говори се, че в една от спалните със сини стени е починало момиче с шизофрения, навярно убита от майка си, и че призракът ѝ броди из вилата, ужасявайки всички любопитни хора, които решат да отидат на хълма в търсене на емоции. Според някои местни вестници обаче човек, който не е добре идентифициран, но е определен като „близък до семейството“, казва, че спалните на децата се намират в друго крило на сградата и че тази стая по-специално е била предназначена за настаняване на братовчед на маркизите.
Друга легенда се отнася до древно пророчество за края на семейството в четвърто поколение. Но дори и в този случай няма реална връзка с действителността, защото датите не съвпадат. 
По-конкретно и в някои отношения дори по-тревожно е наличието на различни видове надписи по вътрешните и външните стени на вилата. Някои от които предполагат възможни събирания на сатанисти.

## Описание
Вилата се намира на панорамна позиция с 360 градусова гледка към Мореновия амфитеатър на Ивреа. Сградата, която е с С-образен план, е разположена на два етажа плюс мансарда, в изчистен френски стил. От главната фасада се издават три терасовидни издатини, от които в централната се помещава разкошният вход с елегантно стълбище. На приземния етаж има параклис, зала, библиотека, трапезария, килери и кухни; на междинния етаж са галерията и спалните, а в мансардата са помещенията за прислугата.
Друг елемент, който трябва да се отбележи, е наличието в парка около сградата на дълъг тунел с бетонни стени. Вероятно е построен като бомбоубежище и никога не е използван. Всъщност няма хроники, нито популярни спомени за въздушни атаки на Съюзниците в района, за които вероятно се смята, че нямат стратегическо значение.